# Eucalyptus oblonga
Eucalyptus oblonga är en myrtenväxtart som beskrevs av Dc.. Eucalyptus oblonga ingår i släktet Eucalyptus och familjen myrtenväxter. Inga underarter finns listade i Catalogue of Life.

## Bildgalleri

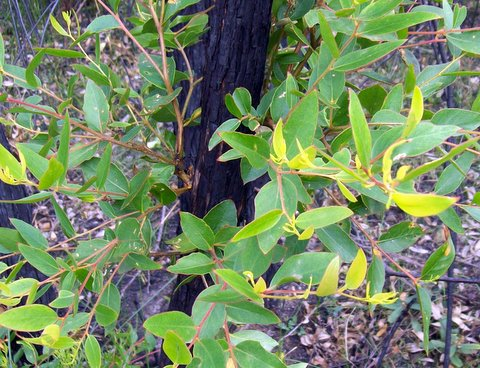
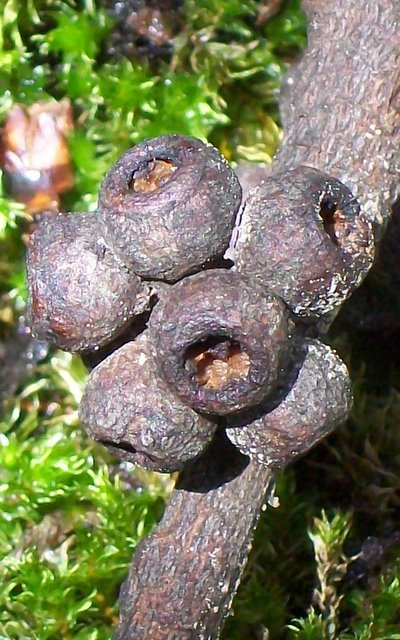